# Championnats de France d'athlétisme en salle 1974
Navigation
Édition précédente Édition suivante
Les Championnats de France d'athlétisme en salle 1974 ont eu lieu les 16 et 17 février 1974 à Vittel. 

## Palmarès
| Discipline       | Hommes                | Hommes       | Femmes                 | Femmes       |
| ---------------- | --------------------- | ------------ | ---------------------- | ------------ |
| 60 m             | Dominique Chauvelot   | 6 s 6        | Nadine Goletto         | 7 s 4        |
| 400 m            | Francis Demarthon     | 47 s 3       | Éliane Jacq            | 54 s 8       |
| 800 m            | Philippe Meyer        | 1 min 49 s 5 | Monique Authier        | 2 min 12 s 0 |
| 1 500 m          | Jean-Louis Benoit     | 3 min 52 s 5 | Marie-Françoise Dubois | 4 min 33 s 0 |
| 3 000 m          | Jean-Pierre Dufresne  | 8 min 9 s 2  | -                      | -            |
| 60 m haies       | Guy Drut              | 7 s 5        | Florence Picaut        | 8 s 4        |
| Saut en hauteur  | Henry Elliott         | 2,14 m       | Gloria Borfiga         | 1,74 m       |
| Saut à la perche | Guy Drut              | 5,00 m       | -                      | -            |
| Saut en longueur | Jean-François Bonhème | 7,68 m       | Danièle Desmier        | 5,95 m       |
| Triple saut      | Christian Valétudié   | 16,32 m      | -                      | -            |
| Lancer du poids  | Yves Brouzet          | 18,89 m      | Léone Bertimon         | 15,23 m      |